# Matelea cuyabensis
Matelea cuyabensis là một loài thực vật có hoa trong họ La bố ma. Loài này được (Malme) Liede & Meve mô tả khoa học đầu tiên năm 2004.